# Ctenichneumon dirus
Ctenichneumon dirus är en stekelart som först beskrevs av Alexander Mocsáry 1886.
Ctenichneumon dirus ingår i släktet Ctenichneumon och familjen brokparasitsteklar. Inga underarter finns listade i Catalogue of Life.